# Calle Ballonka
Calle Ballonka, egentligen Carl-Eric Jansson, född 24 februari 1946 i Lund, död 18 januari 2000 i Brämaregården, Göteborg, var en känd Göteborgsprofil, kändisfotograf och autografsamlare. Han var noga med att stava förnamnet Calle med "C" precis som Carl i sitt dopnamn.

## Övrigt
Vid ett tillfälle under 1970-talet gjorde Hemmets Journal ett reportage med Calle under rubriken "Jag är roligare än Hasse och Tage". En bild på huvudpersonen med bångstyrigt hår och yvigt skägg inramade texten. Det var en högst subjektiv tolkning av "roligast" som utgjorde temat i reportaget och Ballonka var känd för att vara kvick i tanke och tunga. Vid ett annat tillfälle fick han på avstånd se en annan profil som heter Åhrman komma gående. Då ska Calle Ballonka ha sagt: "Måste nog gå nu. Ser man Åhrman går man för hör man Åhrman dör man." Ballonka är begravd på Kvibergs kyrkogård i Göteborg.